# Кокорыш
Коко́рыш, или Соба́чья петру́шка, или Зноиха (лат. Aethúsa) — монотипный род растений семейства Зонтичные (Apiaceae) с одним полиморфным видом — Кокорышем обыкновенным (Aethusa cynapium).

## Ботаническое описание

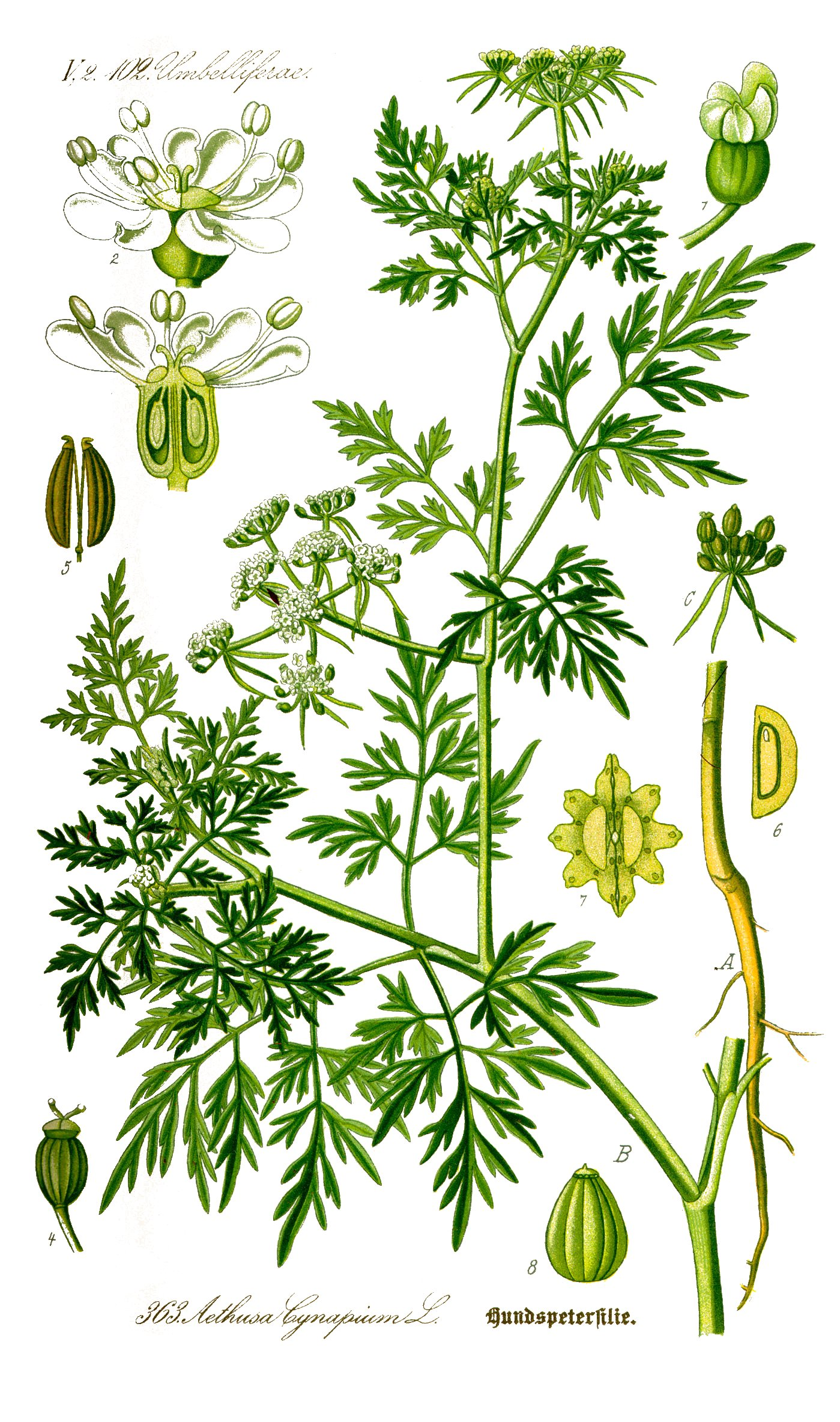
Ботаническая иллюстрация из книги О. В. Томе Flora von Deutschland, Österreich und der Schweiz, 1885

Однолетние (иногда двулетние) растения до 1 метра высотой.
Стебель ветвистый полый.
Листья дважды-, триждыперистые, треугольного очертания; листовые пластинки ромбические или почти треугольные, глубоко перисто-раздельные, с надрезанными долями.
Цветёт кокорыш с июня по октябрь белыми цветками, собранными в многочисленные зонтики, без покрывала, но с покрывальцем из трёх длинных линейных листиков, обращённых наружу; чашечка незаметная; венчик состоит из пяти глубоковыемчатых белых лепестков.
Плод — шаровидно-яйцевидный, на поперечном разрезе круглый (до 3 мм длины и до 2,5 мм ширины); рёбра толстые, острые; семена на внутренней стороне совершенно плоские, с дугообразными ходами; столбичек раздвоенный.
Растение не имеет запаха (по другой информации — своеобразный лёгкий или сильный запах). От настоящей петрушки отличается блестящими (сверху) листьями и строением обёртки.

## Распространение и экология
Встречается в Малой Азии и Европе, как заносное — в Северной Америке; в России — на Кавказе и изредка почти во всех областях европейской части.
Растёт на рыхлых, богатых питательными веществами, зачастую карбонатных почвах по сорным местам, около жилищ, в садах, огородах.

## Значение и применение
Ядовит. Сорняк. Встречается как ядовитое растение на лугах и пастбищах и нежелателен для скота. Для взрослого крупного рогатого скота летальная масса составляет 15 кг на одно животное. Растение также ядовито для лошадей. Никаких токсических эффектов не наблюдалось у мышей и морских свинок.

## Таксономия
Aethusa cynapium L., 1753, Sp. Pl. 1: 256
Вид Корорыш обыкновенный единственный представитель рода Кокорыш (Aethusa) семейства Зонтичные (Apiaceae) порядка Зонтикоцветные  (Apiales) . Кладограмма в соответствии с Системой APG IV:
|  |                                      |  |                                   |                                   |                     |  | ещё 6 семейств |               |               |  |  |                          |           |
|  |                                      |  |                                   |                                   |                     |  |                |               |               |  |  |                          | 3 подвида |
|  |                                      |  |                                   | порядок Зонтикоцветные            |                     |  |                |               | род Кокорыш   |  |  | вид Кокорыш обыкновенный |           |
|  |                                      |  |                                   | порядок Зонтикоцветные            |                     |  |                |               | род Кокорыш   |  |  | вид Кокорыш обыкновенный |           |
|  | отдел Цветковые, или Покрытосеменные |  |                                   |                                   | семейство Зонтичные |  |                |               |               |  |  |                          |           |
|  | отдел Цветковые, или Покрытосеменные |  |                                   |                                   |                     |  |                |               |               |  |  |                          |           |
|  |                                      |  | ещё 63 порядка цветковых растений | ещё 63 порядка цветковых растений |                     |  |                | ещё 447 родов | ещё 447 родов |  |  |                          |           |
|  |                                      |  |                                   | ещё 63 порядка цветковых растений |                     |  |                |               | ещё 447 родов |  |  |                          |           |

### Нижестоящие таксоны
- Aethusa cynapium  subsp. cynapium
- Aethusa cynapium  subsp. elata  Hoffm. ex Schübl. & G.Martens
- Aethusa cynapium  subsp. segetalis  (Boenn.) Schübl. & G.Martens

## В астрономии
В честь кокорыша (этусы) назван астероид (1064) Этуса, открытый в 1926 году немецким астрономом Карлом Райнмутом в Гейдельбергской обсерватории.